# 뉴아일랜드숲쥐
뉴아일랜드숲쥐(Rattus sanila)는 시궁쥐속에 속하는 설치류의 일종이다. 파푸아뉴기니 비스마르크 제도 뉴아일랜드섬의 토착종이다.

## 특징
뉴아일랜드숲쥐는 3000년 이전 이상까지 거슬러 올라가는 일부 7점의 턱 반화석 파편만이 알려져 있다. 어금니는 크고 넓으며, 아주 복잡한 송곳니 구조를 갖고 있다.